# Țerovița, Kiustendil
Țerovița (în bulgară Церовица) este un sat în comuna Kiustendil, regiunea Kiustendil,  Bulgaria. 

## Demografie
Componența etnică a satului Țerovița
     Bulgari (100%)
     Nicio identificare (0%)
     Altele (0%)
La recensământul din 2011, populația satului Țerovița era de 30 locuitori. Din punct de vedere etnic, toți locuitorii erau bulgari.